# Nagy Zopán
Nagy Zopán (Gyoma, 1973. január 5. –) költő, író, fotográfus.
1993-tól irodalmi-művészeti folyóiratokban publikál (Napút, Bárka, Új Forrás, Ezredvég, Irodalmi Jelen, Magyar Műhely, Liget, Pad, Sikoly, Szellemkép). 
1996-tól rendszeresen kiállít.

## Kötetei
- Fotográfiák, Utakon Kulturális Egyesület, 2004
- "Skizológia". "Éber álmok, ájulások"; Patak Képzőművészeti Egyesület, Szigetszentmiklós, 2008
- A kötet címe (A haiku jegyében), Fekete Sas Kiadó, 2011
- Próza-Vers-Esszé-Montázs (Válogatott írások), Magyar Műhely Kiadó, 2012
- Kísérletek – Átfedések (Katalógus Bartus Ferenccel), Block Art, 2013
- Kétségek (kimaradt írások, 1998–2013) / Kökény-kék kőkulcs (Finnegan újabb ébredései), Bálint Ádám rajzaival, Magyar Műhely Kiadó, 2015
- Duplex; Magyar Műhely, Bp., 2017 (Pixel-könyvek)
- Füzet. Válogatott rajzolatok, írás-képek, 1997–2017; Bada Dada Alapítvány, Bp., 2017 (Mersz könyvek)
- Füzet 2.0. Válogatott rajzolatok, írás-képek, 1998–2018; Bada Dada Alapítvány, Bp., 2018 (Mersz könyvek)
- Felhő regény; Kalota Művészeti Alapítvány–Napkút, Bp., 2018
- Füzet III. Átjárások... Válogatott írások, rajzolatok, gesztusok, 2019–2021; Ars Libri, Bp., 2021

## Más kötetekben
- Miltényi Tibor: Az Esszenciális-forma, Bohony Kiadó, 2009
- Miltényi Tibor: Esztétikai esszék, Bohony Kiadó, 2010
- Ezer Magyar Haiku, Napút Kiadó, 2010
- Verstörténés Antológia, Irodalmi Jelen Kiadó, 2013

## Válogatott irodalom
- Gyarmati Gabriella: Ki van a kertben?, Szeged folyóirat, 2002/ápr.
- Novotny Tihamér: „Ego-elő-szoba, fény-másolatok…”, Bárka folyóirat, 2004/2
- Mohay Orsolya: Fotográfiák (katalógus), Utakon Kulturális egyesület, 2004
- Novotny Tihamér: Szétguruló üveggolyókban (tanulmányok, esszék…), Vajda Lajos Stúdió, 2004
- Mikics Ádám: Időtlen fotók fantomja, Maktár, 2007/1
- Gaál József: (F)eltűnési kísérletek, Magyar Műhely folyóirat, 141-142. szám/2007
- Szepes Erika: N. Z. többszintű haikuvilága, Napút folyóirat, 2008/3
- Szombathy Bálint: Skizoid agymorzsolás, Magyar Műhely folyóirat, 148. szám/2008
- Szepes Erika: N. Z. mágiája („Skizológia” című kötetéhez, Irodalmi Jelen, 2009/március; Dunatükör folyóirat, 2008/3-4
- Fekete J. József: „Rendhagyó önéletrajz” – „Skizológia”, Látó folyóirat, 2010/április
- Szepes Erika: Tizenhét szótag (Esszék és elemzések), Napkút Kiadó, 2011
- Fekete J. József: Ami átjön (Magyar olvasókönyv), Életjel Könyvek, Szabadka, 2011
- Boldog Dezső: Mozdulatlan Pantomim – N.Z. A kötet címe, Irodalmi Jelen folyóirat, 2012/szeptember
- Csepcsányi Éva: Szétrobbantott világ, irodalom, N.Z. Próza-Vers-Esszé-Montázs kötetéről, Irodalmi Jelen folyóirat, 2013/június
- Boldogh Dezső: Finnegan és Bada Dada találkozása Nagy Zopánnal, Irodalmi Jelen, 2015/november
- Legéndy Jácint: „Hermano, no pasarán!” – Nagy Zopán verseiről és legújabb könyvéről, Tiszatáj, 2015/december

## Válogatott egyéni kiállítások
- 1996 – Gyula, Tourinform Kisgaléria; Békéscsaba, Kanyar Galéria
- 1997 – Szeged, Stefánia Klub; Szekszárd, Zug Galéria
- 1998 – Szeged, Grand Café; Régi Hungária (Thealter: Alternatív Színházi Találkozó)
- 1999 – Budapest, Magyar Nők Székháza; Békéscsaba, Városháza (Mokos terem)
- 2000 – Budapest, Trafó – Kortárs Művészetek Háza; Pápa, Református Gimnázium; Gyoma, Városi Könyvtár (Gubis Mihály képzőművésszel); Párizs (Le Génie de la Bastille – Roger Marcel fotóművésszel)
- 2001 – Neubrandenburg, Németország (főtér, szabadtéri akció); Weitin, Németország (Heilpädagogische Wohnheime); Thiron-Gardais, Franciaország
- 2002 – Taliándörögd, Alsó iskola, Művészetek Völgye; Szeged, Impala Ház
- 2003 – Budapest, Extra Kávézó; Szekszárd, Régi Séd Galéria
- 2004 – Budapest, MAMŰ Galéria; K.A.S. Galéria (Fotóhónap)
- 2005 – Kapolcs, Poór Ház, Művészetek Völgye; Gyoma, Rostélyos Húsbolt (aktfotó-akció); Varsó, Lengyelország, Balsam Klub Galéria
- 2006 – Budapest, Ferencvárosi Pincegaléria; K.A.S. Galéria (Fotóhónap); Szeged, Grand Café (Fotóhónap)
- 2007 – Budapest, Nemzeti Táncszínház (Kerengő Galéria)
- 2008 – Budapest, K.A.S. Galéria (Fotóhónap/kötetbemutató)
- 2010 – Kapolcs, Poór Ház (Csontos Bernadettel), Művészetek Völgye
- 2012 – Kapolcs, Kastély (Bartus Ferenccel és Győrffy Sándorral)
- 2013 – Szeged, Grand Café (Csontos Bernadettel); Budapest, MAMŰ Galéria (Bartus Ferenccel)
- 2015 – Budapest, Latarka Galéria, Broken Boundaries, lengyel-magyar kortárs fotókiállítás

## Válogatott csoportos kiállítások
- 1996 – Békéscsaba, Jókai Színház (XX. Nemzetközi Fotóbiennálé)
- 1997 – Nagyvárad, Erdély (a Berekméri Fotóklubbal)
- 1998 – Kecskemét, Magyar Fotográfiai Múzeum („Picture and Text”); Nagyenyed, Erdély („Mail-Art” művésztelep)
- 1999 – Nyíregyháza, Városi Galéria (a Patak csoporttal)
- 2000 – Budapest, Galéria ’13 (20x20-as Kisképek Nemzetközi Fesztiválja); Békéscsaba, Csalánleves (performance-találkozó)
- 2001 – Budapest, MAMŰ Galéria („Art Camp”); Vermont-Stowe, U.S.A., Helen Day Art Center
- 2002 – Budapest, K.A.S. Galéria („Art Camp”)
- 2003 – Szolnok, Művésztelep („Art Camp”); Kalkutta, India (Dum-Dum Szalon)
- 2004 – Békéscsaba, Jankay Galéria; Esztergom, Duna Múzeum, XIV. Fotográfiai Biennálé
- 2005 – Kecskemét, Magyar Fotográfiai Múzeum (Az Akt); Budapest Galéria Kiállítóháza (AKT); Győr, Xantus János Múzeum (Akt – Art);Camera Soave, Olaszország (Akt – Art Biennálé)
- 2006 – Budapest, MAMŰ Galéria (Multi – művésztelep)
- Esztergom, Vármúzeum, XV. Fotográfiai Biennálé; Gdańsk, Lengyelország, Instytut Sztuki Wyspa
- 2007 – Szolnok, Aba-Novák Kulturális Központ („Forrás”)
- 2008 – Budapest, MAMŰ Galéria („Art Camp”); Szarvas, Tessedik Sámuel Múzeum (Szarvas-tematika)
- 2009 – Budapest, MAMŰ Galéria (Rejtőző "ének", kiállító és kurátor)
- 2010 – Budapest, Csepel Galéria (Biciklus-tematika); Magyar Műhely Galéria (évzáró kiállítás)
- 2010 – Budapest, Magyar Műhely Galéria (Évzáró kiállítás)
- 2011 – Budapest, K.A.S. Galéria, XXI. Art Camp Művésztelep
- 2012 – Budapest, Magyar Műhely Galéria (Évzáró – évnyitó kiállítás), Magyar Építőművészek Szövetsége(kortárs képzőművészet- és irodalom), MU Színház (MA/MŰ MÉ/DIA – válogatás a MAMŰ-tagok mozgóképes alkotásaiból); Marosvásárhely, Kultúrpalota (VLS és MAMŰ tagokkal); Jászberény, Jászkürt Galéria, XXII. Art Camp Művészeti Szimpózium
- 2013 – Budapest, Hegyvidék Galéria ("Határ-esetek" kiállítás), Budapest, A.P.A – Ateliers Pro Arts Galéria, XXIII. Art Camp.
- 2014 – Jászberény, Jászkürt Galéria, XXIV. Art Camp Művészeti Szimpózium, Budapest, Magyar Műhely Galéria, XXIV. Art Camp; 10 éves a(z) MMG
- 2015 – Jászberény, Lehel Film-Színház, XXV. Art Camp Művészeti Szimpózium, Szekszárd, Művészetek Háza, I. Nemzetközi Digitális Triennálé
- 2016 – Budapest, Mersz Klub, 100 éves a Dada, kiállítás és performance; Szentendre, Vajda Lajos Stúdió, feketén-fehéren-feketén; Debrecen, MODEM Modern és Kortárs Művészeti Központ, Gamekapocs; Esztergom, Vármúzeum, XX. Fotográfiai Biennále